# Acreana cuprea
Acreana cuprea är en skalbaggsart som beskrevs av Lane 1973. Acreana cuprea ingår i släktet Acreana och familjen långhorningar. Inga underarter finns listade i Catalogue of Life.